# Miguel Ángel Palacio
Miguel Ángel Palacio García (Ganzo, Torrelavega, 3 de marzo de 1949) es un profesor y político español del Partido Socialista de Cantabria-PSOE (PSC-PSOE).

## Trayectoria política
Profesor de EGB en la especialidad de Pedagogía Terapéutica, fue concejal en el Ayuntamiento de Suances desde 1979 hasta 1995 y senador socialista entre 1993 y 1996. Entre 1983 y 1987 ejerció como diputado autonómico, volviendo el 11 de enero de 1991, año en el que fue designado portavoz del Grupo Parlamentario Socialista) ininterrumpidamente hasta julio de 2015. En la cámara autonómica, ha sido portavoz del grupo socialista hasta 1999, secretario segundo de la Mesa entre 1999 y 2003 y Presidente del Parlamento de Cantabria entre 2003 y 2011, fruto del pacto PRC-PSOE. Entre 2011 y 2015 fue portavoz del grupo en materia de Medio Ambiente, Ordenación del Territorio y Urbanismo. 
En junio de 2015, es nombrado de nuevo portavoz parlamentario durante un breve período ya que el 13 de julio de 2015 se le designa como director general de Medio Ambiente del Gobierno de Cantabria, a propuesta de la vicepresidenta regional, Eva Díaz Tezanos, teniendo que renunciar al escaño.